# 保羅·馬卡里烏斯·赫貝爾特
保羅·馬卡里烏斯·赫貝爾特（英語：Paul Macarius Hebert；1907年—1977年）是一位美國法律學者，他自1937年起便幾乎一直擔任路易斯安那州立大學法律學院（現已改稱為保羅·M·赫貝爾特法律中心；英語：Paul M. Hebert Law Center）院長至1977年逝世，成為該院內任職時間最久的院長。他曾在1947年至1948年間被美國政府任命擔任「美國在紐倫堡之軍事審判」（即紐倫堡後續審判）的其中一名法官，以及成為當中的「法本公司審判」（英語：IG Farben Trial）之主審法官。
赫貝爾特不但是位於路易斯安那州巴吞魯日的天主教高等學校之校友，亦是路易斯安那州立大學兄弟會「澤塔澤塔章節」（英語：Zeta Zeta Chapter）和修士會的成員。

## 外部連結
- 赫貝爾特在紐倫堡後續審判時的相片和文件 （页面存档备份，存于）
- 保羅·赫貝爾特在紐倫堡後續審判下的法本公司審判中撰寫之不同意見書 （页面存档备份，存于）；1948年12月28日；路易斯安那州立大學法律中心數碼資源網站 （页面存档备份，存于）